# Geoffrey Burbidge
Geoffrey Ronald Burbidge (24. září 1925 Chipping Norton, Oxfordshire, Spojené království – 26. ledna 2010 San Diego, USA) byl britsko-americký astronom, který se zabýval zejména jadernou fyzikou, mimogalaktickou astronomií a výzkumem kvasarů. Spolu s Williamem Fowlerem a Fredem Hoylem roku 1956 dokázal, že těžké prvky vznikají ve hvězdách syntézou lehkých jader. Se svou manželkou Margaret Eleanor, která byla v letech 1972-1973 jako první žena ředitelkou Královské greenwichské observatoře, uveřejnil několik prací z oblasti teorie vývoje hvězd.